# Mycaranthes gigantea
Mycaranthes gigantea är en orkidéart som först beskrevs av Oakes Ames, och fick sitt nu gällande namn av James Edward Cootes och Wally Suarez. Mycaranthes gigantea ingår i släktet Mycaranthes och familjen orkidéer.
Artens utbredningsområde är Filippinerna. Inga underarter finns listade i Catalogue of Life.